# Zoológico Central
El Zoológico Central es un parque zoológico de 6 hectáreas (15 acres) en Jawalakhel, en el país asiático de Nepal. Es el hogar de unos 870 animales que representan 109 especies, y es operado por el Fideicomiso Nacional para la Conservación de la Naturaleza (NTNC). Aunque en su origen fue un zoológico privado, se abrió al público en 1956.
Durante el festival Bhoto Jatra, que se celebra cerca del zoológico, el parque puede recibir más de 34.000 visitantes en un solo día en la culminación de un celebración local.